# Alfred Léonard
Alfred Léonard (Luik, 19 december 1940 - 26 januari 2018) was een Belgisch volksvertegenwoordiger en burgemeester.

## Levensloop
Léonard werd leraar aan het Kleinseminarie Saint-Roch in Ferrières. 
Voor de PSC werd hij bij de gemeenteraadsverkiezingen van oktober 1976 voor het eerst verkozen als gemeenteraadslid in de fusiegemeente Ferrières, waar hij onmiddellijk burgemeester werd.
In april 1977 werd hij verkozen tot provincieraadslid voor de provincie Luik en vervulde dit mandaat tot in oktober 1985. Hij werd ook voorzitter van de vereniging van PSC mandatarissen van het arrondissement Luik.
Van 1985 tot 1991 was hij lid van de Kamer van volksvertegenwoordigers voor het arrondissement Hoei-Borgworm, waardoor hij automatisch ook in de Waalse Gewestraad en van de Franse Gemeenschapsraad zetelde. Bij de verkiezingen van 1991 werd hij niet herkozen, als gevolg van een vooruitgang van de PS-lijst.
Lokaal ondervond hij moeilijkheden met sommige van zijn partijgenoten, met als gevolg dat hij in november 1992 ontslag nam als gemeenteraadslid en burgemeester. Hij trok toen op zending naar Boekarest (Roemenië) in het kader van de ondersteuning van de operatie Roemeense Dorpen. In 1994 keerde hij terug naar België en werd hij opnieuw verkozen tot gemeenteraadslid in Ferrières, maar ditmaal in de oppositie. Hij bleef deze functie nog uitoefenen tot in 2000.
In 2000 trad hij toe tot de Mouvement des Progressistes chrétiens en werd verruimingskandidaat op de provincieraadslijst van de PS. Hij werd verkozen en vervulde dit mandaat van 2001 tot 2006. Hiermee besloot hij zijn politieke loopbaan.